# 이서빈
이서빈(1993년 4월 29일 ~ )은 대한민국의 2014년 미스코리아 선(善)이다. 2014년 미스 인터내셔널에 대한민국 대표로 출전했다. 2019년 MBC 드라마 《연애미수》에 정채소 역으로 출연하면서 배우로 데뷔했다.

## 학력
- 한국외국어대학교 태국어과

## 프로필
- 출생 : 1995년 4월 29일
- 신체 : 173.2cm, 50kg, 33-24-36
- 학력 : 한국외국어대학교 태국어과
- 수상 : 2014년 미스코리아 선(善), 2014년 미스코리아 경기 미(美)
- 취미 : 영화감상, 필라테스
- 경력 : 2014년 한국음반산업협회 홍보대사, 초록우산 어린이재단 홍보대사.